# Tore Svensson
Pour les articles homonymes, voir Svensson.
Tore Svensson est un footballeur suédois né le 6 décembre 1927 et mort le 26 avril 2002. Il évoluait au poste de gardien de but.

## Biographie
Il a participé à deux Coupes du monde avec l'équipe de Suède : en 1950 et 1958. Il a été finaliste de la Coupe du monde 1958.

## Carrière
- 1950-1958 : Malmö FF  Suède

## Palmarès
- Championnat de Suède : 1950, 1951, 1953
- Coupe de Suède : 1951, 1953

## Sélections
- 7 sélections et 0 but avec la  Suède entre 1950 et 1958.